# Washington Wizards 2003-2004
La stagione 2003-04 dei Washington Wizards fu la 43ª nella NBA per la franchigia.
I Washington Wizards arrivarono sesti nella Atlantic Division della Eastern Conference con un record di 25-57, non qualificandosi per i play-off.

## Roster
| N° | Naz.                   | Ruolo | Sportivo           | Anno | Alt. | Peso |
| -- | ---------------------- | ----- | ------------------ | ---- | ---- | ---- |
| 0  | Stati Uniti (bandiera) | G     | Gilbert Arenas     | 1982 | 191  | 87   |
| 1  | Stati Uniti (bandiera) | A     | Jared Jeffries     | 1981 | 211  | 104  |
| 2  | Stati Uniti (bandiera) | G     | Steve Blake        | 1980 | 191  | 78   |
| 3  | Stati Uniti (bandiera) | G     | Juan Dixon         | 1978 | 191  | 74   |
| 5  | Stati Uniti (bandiera) | A     | Kwame Brown        | 1982 | 211  | 122  |
| 12 | Stati Uniti (bandiera) | G     | Chris Whitney      | 1971 | 183  | 76   |
| 20 | Stati Uniti (bandiera) | G     | Larry Hughes       | 1979 | 196  | 83   |
| 21 | Stati Uniti (bandiera) | A     | Torraye Braggs     | 1976 | 203  | 111  |
| 22 | Stati Uniti (bandiera) | G     | Brevin Knight      | 1975 | 178  | 78   |
| 24 | Stati Uniti (bandiera) | A     | Jarvis Hayes       | 1981 | 201  | 100  |
| 32 | Stati Uniti (bandiera) | GA    | Mitchell Butler    | 1970 | 196  | 95   |
| 33 | Stati Uniti (bandiera) | C     | Brendan Haywood    | 1979 | 213  | 122  |
| 35 | Stati Uniti (bandiera) | A     | Lonny Baxter       | 1979 | 203  | 118  |
| 36 | Stati Uniti (bandiera) | A     | Etan Thomas        | 1978 | 206  | 116  |
| 42 | Stati Uniti (bandiera) | GA    | Jerry Stackhouse   | 1974 | 198  | 99   |
| 44 | Stati Uniti (bandiera) | AC    | Christian Laettner | 1969 | 211  | 107  |
| 55 | Stati Uniti (bandiera) | AC    | Jahidi White       | 1976 | 206  | 132  |

## Staff tecnico
- Allenatore: Eddie Jordan
- Vice-allenatori: Phil Hubbard, Mike O'Koren, Tom Young